# اوستروژانگ
اوستروژانگ (به صربی: Ostružanj) یک منطقهٔ مسکونی در صربستان است که در اوبرنوواتس واقع شده‌است.